# Resolución 184 del Consejo de Seguridad de las Naciones Unidas
La resolución 184 del Consejo de Seguridad de las Naciones Unidas fue aprobada por unanimidad el 16 de diciembre de 1963, tras haber examinado la petición del Sultanato de Zanzíbar (actualmente Tanzania) para poder ser miembro de las Naciones Unidas. El Consejo recomendó a la Asamblea General la aceptación de Zanzíbar como miembro.